# Monti Rangnim
I Monti Rangnim (랑림산맥?, 狼林山脈?, Rangnim SanmaekLR) sono una catena montuosa che si allunga da nord a sud, a ovest dell'altopiano di Kaema, nel settore centrale della Corea del Nord. 
I monti Nangnim formano lo spartiacque tra il Kwanbuk (la regione nord-orientale della penisola coreana) e il Kwansŏ (la regione nord-occidentale). Con un'altezza media di circa 1500 m, tra le principali vette dei Nangnim ricordiamo i monti Maengba (2261 m), Sobaek (2744 m), Nangnim (2183 m) e Paek (1875 m). Tre contrafforti, tutti di altezza superiore ai 900 m, si allungano verso sud-ovest. 
I fiumi Taedong e Ch’ŏngch’ŏn hanno le loro sorgenti sui monti Nangnim e scorrono con i loro affluenti tra i contrafforti sud-occidentali fino al mar Giallo. Anche se le montagne sono abbastanza alte da ostacolare le rotte commerciali naturali tra le aree del Kwanbuk e del Kwansŏ, queste regioni sono comunque collegate da ferrovie e strade.